# Oberwil (Dägerlen)
Oberwil är en ort i kommunen Dägerlen i kantonen Zürich i Schweiz. Den ligger cirka 8,5 kilometer norr om Winterthur. Orten har 322 invånare (2022).